# Blue Suede Shoes
Blue Suede Shoes (Блакитні замшеві мешти) — пісня гурту Карла Перкінса, випущена 1956 року.
Ця пісня потрапила до списку 500 найкращих пісень усіх часів за версією журналу Rolling Stone і вважається однією з перших рок-н-рольних пісень, що були записані на платівки.
У 1970 році блюзмен Альберт Кінг записав кавер-версію пісні для свого альбому Blues for Elvis — King Does the King's Things, присвяченому Елвісу Преслі.
|  | Це незавершена стаття про пісню. Ви можете допомогти проєкту, виправивши або дописавши її. |